# 玉亭乡
玉亭乡，是中华人民共和国河北省石家庄市行唐县下辖的一个乡镇级行政单位。

## 行政区划
玉亭乡下辖以下地区：
西玉亭村、东玉亭村、屯里村、西桥村、官庄村、封家佐村、顾阳关村、屹嗒头村、泉子头村、高岭村、素家佐村、庙上村、李家庄村、八里庄村、东城仔村和北城仔村。